# بازگشت (فیلم ۲۰۰۱)
بازگشت (ایتالیایی: La rentrée) یک فیلم درام مستقل به کارگردانی «فرانکو آنجلی» است که در سال ۲۰۰۱ منتشر شد. از بازیگران آن می‌توان به فرانچسکو سالوی، ناندو گادزولو، پاسکواله آنسلمو و فلاویو اینسینا اشاره کرد.